# Thesea guadalupensis
Thesea guadalupensis är en korallart som först beskrevs av Duchassaing och Giovanni Michelotti 1860.  Thesea guadalupensis ingår i släktet Thesea och familjen Plexauridae. Inga underarter finns listade i Catalogue of Life.